# Born to Die Tour
Il Born to Die Tour è il primo tour musicale della cantautrice statunitense Lana Del Rey, in supporto del suo album in studio di debutto Born to Die (2012).

## Artisti d'apertura
- Zebra Katz
- Oliver Tank

## Scaletta
La Del Rey non ha sempre usato la stessa scaletta, ma ha comunque cantato le stesse canzoni
1. Born to Die
2. Body Electric (a partire dal 3 giugno 2012 a Los Angeles)
3. Video Games
4. Without You
5. Blue Jeans
6. Million Dollar Man
7. Heart-Shaped Box (cover dei Nirvana, solo in alcune date)
8. Summertime Sadness
9. Radio
10. You Can Be The Boss (solo nel 2011)
11. Off To The Races (solo nel 2011)
12. Carmen (dal 10 aprile a Londra)
13. Diet Mountain Dew (solo al Virgin Mobile Mod Club in Canada il 30 novembre)
14. National Anthem (a partire dal 3 giugno 2012 a Los Angeles)

## Date del tour
| Data              | Città          | Paese        | Luogo                                    |
| Nord America      | Nord America   | Nord America | Nord America                             |
| ----------------- | -------------- | ------------ | ---------------------------------------- |
| 14 settembre 2011 | New York       | Stati Uniti  | Glasslands Gallery                       |
| Europa            |                |              |                                          |
| 4 novembre 2011   | Manchester     | Regno Unito  | The Ruby Lounge                          |
| 5 novembre 2011   | Glasgow        | Regno Unito  | Òran Mór                                 |
| 7 novembre 2011   | Parigi         | Francia      | Nouveau Casino                           |
| 10 novembre 2011  | Amsterdam      | Paesi Bassi  | Paradiso Kleine Zaal                     |
| 12 novembre 2011  | Colonia        | Germania     | Gebäude 9                                |
| 14 novembre 2011  | Berlino        | Germania     | Volksbühne                               |
| 16 novembre 2011  | Londra         | Regno Unito  | Scala                                    |
| 17 novembre 2011  | Birmingham     | Regno Unito  | Digbeth Institute                        |
| Nord America      |                |              |                                          |
| 30 novembre 2011  | Toronto        | Canada       | The Mod Club                             |
| 5 dicembre 2011   | New York       | Stati Uniti  | The Bowery Ballroom                      |
| 7 dicembre 2011   | West Hollywood | Stati Uniti  | Troubadour                               |
| 7 febbraio 2012   | Los Angeles    | Stati Uniti  | Amoeba Music                             |
| 9 febbraio 2012   | San Francisco  | Stati Uniti  | Amoeba Music                             |
| 10 marzo 2012     | Seattle        | Stati Uniti  | Easy Street Records, Queen Anne Location |
| Europa            |                |              |                                          |
| 10 aprile 2012    | Londra         | Regno Unito  | Jazz                                     |
| Nord America      |                |              |                                          |
| 3 giugno 2012     | Los Angeles    | Stati Uniti  | El Rey Theatre                           |
| 4 giugno 2012     | Los Angeles    | Stati Uniti  | El Rey Theatre                           |
| 5 giugno 2012     | Los Angeles    | Stati Uniti  | El Rey Theatre                           |
| 7 giugno 2012     | New York       | Stati Uniti  | Irving Plaza                             |
| 8 giugno 2012     | New York       | Stati Uniti  | Irving Plaza                             |
| 10 giugno 2012    | New York       | Stati Uniti  | Irving Plaza                             |
| Europa            |                |              |                                          |
| 15 giugno 2012    | Barcellona     | Spagna       | Sónar Festival                           |
| 17 giugno 2012    | Londra         | Regno Unito  | Loveox Festival                          |
| 22 giugno 2012    | Isola di Wight | Regno Unito  | Isle of Wight Festival                   |
| 24 giugno 2012    | Londra         | Regno Unito  | Radio 1's Hackney Weekend                |
| 27 giugno 2012    | Tromøy         | Norvegia     | Hove Festival                            |
| 29 giugno 2012    | Werchter       | Belgio       | Rock Werchter                            |
| 1º luglio 2012    | Belfort        | Francia      | Eurockéennes                             |
| 4 luglio 2012     | Montreux       | Svizzera     | Montreux Jazz Festival                   |
| 5 luglio 2012     | Londra         | Regno Unito  | Chiswick House Festival                  |
| 6 luglio 2012     | Sesimbra       | Portogallo   | Super Bock Super Rock                    |
| 13 luglio 2012    | Suffolk        | Regno Unito  | Latitude Festival, Southwold             |
| 15 luglio 2012    | Ferropolis     | Germania     | Melt! Festival                           |
| Oceania           |                |              |                                          |
| 21 luglio 2012    | Adelaide       | Australia    | Spin Off Festival                        |
| 23 luglio 2012    | Melbourne      | Australia    | Palace Theatre                           |
| 24 luglio 2012    | Melbourne      | Australia    | Palace Theatre                           |
| 26 luglio 2012    | Sydney         | Australia    | Enmore Theatre                           |
| 27 luglio 2012    | Sydney         | Australia    | Enmore Theatre                           |
| 28 luglio 2012    | Byron Bay      | Australia    | Splendour in the Grass                   |
| Europa            |                |              |                                          |
| 14 settembre 2012 | Varsavia       | Polonia      | National Theatre                         |
| 15 settembre 2012 | Baden-Baden    | Germania     | SWR3 Radio New Pop Festival              |
| 25 settembre 2012 | Londra         | Regno Unito  | iTunes Festival                          |